# Phyllophaga spreta
Phyllophaga spreta är en skalbaggsart som beskrevs av Horn 1887. Phyllophaga spreta ingår i släktet Phyllophaga och familjen Melolonthidae. Inga underarter finns listade i Catalogue of Life.